# San José Chacayá
San José Chacayá est une ville du Guatemala dans le département de Sololá.